# لومیکس
لومیکس (انگلیسی: Lumix) یک شرکت الکترونیک ژاپنی است، که در سال ۲۰۰۱ تأسیس شد و هم‌اکنون زیرمجموعه‌ای از شرکت پاناسونیک می‌باشد‌